# オステオパシー
オステオパシー（osteopathy）は、アメリカ合衆国ミズーリ州カークスビル在住の医師アンドリュー・テーラー・スティルによって創始された代替医療。日本には、大正期にはカイロプラクティック（脊椎指圧療法）、スポンディロセラピー（脊椎反射療法）と同様にアメリカから導入され、指圧や整体など日本の手技療法に大きな影響を与え、共に「療術」と呼ばれていた。
オステオパシーはギリシア語のOsteon（骨）とPathos（病理、治療）の2つを語源とし、日本では整骨療法と呼ばれていたこともあるが（大正期には「整体術」「整体」とも訳されたようである）、骨や筋肉のみを調整する手技とは異なり、骨格などの運動器系、動脈・静脈やリンパなどの循環器系、脳脊髄液の循環を含む脳神経系など、解剖学的あるいは生理学的な広範囲の医学知識の元に、手を使って治療を加える。そのため、オステオパスの手指の感覚は研ぎ澄まされている。オステオパシーとは、ひとつの哲学であり、1. 身体全体をひとつのユニットとして考える、2. 身体の機能と構造は一体のものであると考える、3. 自然治癒力を鼓舞することを主眼とする、独特の医学体系を持つ。
アメリカの旧・国立補完代替医療センター（現・国立補完統合衛生センター）による補完・代替医療の分類の一つ「手技療法と身体技法」(Manipulative and Body-Based Practices)には、脊椎の徒手整復術（マニピュレーション）、マッサージ療法などがあるが、これらはカイロプラクティックやオステオパシーの概念が背景にある。日本を含め現代の手技療法への影響は大きい。

## 歴史
スティルは南北戦争の従軍医師であったが、二人の息子と養子を次々と髄膜炎によって亡くし、それから研究を重ね10年後の1874年にオステオパシーを創始した。
オステオパシーは動物磁気療法やその他のメタフィジックな治療システムから発展したもので、人体に流れる霊的エネルギーの概念、微細身（非物質的身体）を流れるエネルギーの概念を持っている。オステオパシー療法は当初、この霊的なエネルギーの自由な流れを妨げる解剖学的な障害を取り除くように設計された。元々スティルは、人体の自然治癒力を阻害している原因は骨にあるとしていたが、後に筋肉やリンパ、内臓、神経、血管等の異常を治せば自然治癒力が高まると提唱した。
日本にオステオパシーが入ってきたのは、公には、レイチェル・リードが京都看病婦学校でオステオパシーの講演を行った1904年（明治37年）である。オステオパシーの名称を本格的に紹介したのは山田信一で、1920年（大正9年）10月20日に発行した『山田式整體術講習録』（山田式整体術講習録）に具体的な内容が見られる。この本は3巻からなり、第1巻はプラナ療法（プラーナ療法）、第2巻はオステオパシーの原理、第3巻は当時霊術の一つであった精神療法が紹介されている。ロバート・C. フルフォードなどは、オステオパシー自体が日本の整体を元にしているとのべているが、しかし「整体」という言葉自体、オステオパシーやカイロプラクティックの訳語として大正期に使われるようになった用語であるといわれ、これ以前に日本で整体と呼ばれる手技療法はなかったと考えられている。日本では、オステオパシーそのものの形ではなく、種々あって一つの理論がないといえる整体の一分野に形を変えて行われてきたが、戦後オステオパシー医が来日するようになり、オステオパシーが独自の手技療法として広まるようになった。本格的なセミナーはイギリスのアラン・スタッダードやカリフォルニアとオステオパシー総本山のカークスビル大学のテニング学長以下2人の教授が来日してからである。

## 基礎理論
オステオパシーでは、次のような基本的理論のもとに治療を行っている。
- 身体はひとつのユニットであり、身体の諸器官や組織は互いに関連して機能している。
- 身体の機能と構造は相互に関係する。
- 身体は自己治癒力を備えている。
- 自己治癒力を上回る何らかの外力または内的変化が生じた時に病気が発生する。
- そのような機能障害（オステオパシーでは体性機能障害(Somatic dysfunction)を、筋、関節、靭帯、神経、血液（動脈・静脈）、リンパ液、脳脊髄液、内臓などを総合的に観察した上で、矯正することにより、体に備わっている本来の自然治癒力を引き出し健康に導く。

従って、本来は整骨という意味であるが、現在では骨や関節のみならず、身体全体の器官や組織全てを治療対象としているため、オステオパシーを整骨療法、整骨医学と翻訳するのは適切とは言えない。アメリカオステオパシー学会でも、整骨医学ではなく、オステオパシーという名称として認定している。
また、治療法は、大きくわけて次の2つに分類される。
直接法
ある部位の機能障害を起こした時、その動きには一定の制限（バリア）が生じる。すなわち生理学的な限界点が異常に変化し、センターポイント（中心点）から近い状態になる。直接法はそのような病的限界の先に力学的動作を加えることにより、生理学的限界を正常に近づけようとするものである。
間接法
直接法とは逆に、より生理学的限界のセンターポイントより遠い方、すなわち、その部位が動きやすい方向に力を加え、誇張する。生理学的な限界が遠い方向は、オステオパシーでは機能障害という。例えば、骨が右に異常弯曲している状態では、骨は右に動きやすいが、左には動きにくい。動きやすい方は病的な方向であるので、右側機能障害という。間接法はその機能障害の方向にあえて動作を加えることにより、脳に異常な様態を認識させ、正常に戻す治癒力を発揮させて治そうとするものである。

## 主要な手法
直接法
制限に対して直接外力を加えることにより、可動性を正常に回復する方法である。そのように制限に対して直接アプローチすることから直接法と呼ばれる。てこの原理を応用して行う方法（力点と作用点間の長さにより短てこ法と長てこ法に分類）、瞬間に圧力を入れて行う高速低振幅法（スラスト法）、日本では古賀正秀が始めたので古賀技法とも呼ばれている、メンネルが始めた短い振幅を連続的に与える方法などがある。
間接法
制限のない方法、すなわちオステオパシーで言う機能障害の方向に動かしていく。この手法では、機能障害を誇張させることによって脳神経にその状態を把握させ正常な状態に戻す信号を出すようにさせる。
ストレイン&カウンターストレイン
緊張した筋と拮抗的な位置にある筋との間にアンバランスが生じると、痛みが生じると考える。ストレイン&カウンターストレインは、緊張した筋肉を見つけるために圧痛点 Tender Point（発痛点Trigger Pointではない）を探し、その点をモニターしながら緊張部位を最大限にゆるめた位置で90秒程度維持し、緊張した筋肉と拮抗的な筋肉のバランスを取ることにより、痛みから解放させるとする。
筋・筋膜リリース
筋膜の緊張に対して、引き延ばすように直接法を行ったり、あるいは収縮させるように間接法的に行ったりしてバランスを整えることを目指す手法であり、本来はマッサージの技法のひとつ。
筋エネルギー法
患者の力を利用しその力に抵抗しながら筋肉を収縮させ、筋や関節の動きの改善を目指す方法。
スティルテクニック
ヴァン・バスカーフが、種々の資料を基にスティルのテクニックを再現したいうテクニック。関節の解剖学的構造を考え、直接法と間接法の両方を特徴を持つ技法であるとされる。
頭蓋オステオパシー（クラニオセイクラルセラピー、クラニアル）
ウィリアム・サザーランドが開発した治療法。硬膜に緊張があったり頭蓋骨に動きの制限があると脳脊髄液の流れに不調が現れ、その結果全身の神経機能に影響を及ぼし、身体機能が不調に陥ると考える。また硬膜は大孔、第2頚椎、第2仙椎と連続性が見られ、頭蓋の動きの不調すなわち硬膜の緊張は、脊柱全体に影響を及ぼすとする。頭蓋オステオパシーでは、頭蓋・硬膜の変調を触診で見いだし調整することにより全身状態を改善させるとしている。
靱帯性関節ストレイン法
頭蓋オステオパシーを開発したサザーランドと創始者のスティルに緒を発するといわれている。呼吸を応用する手法や間接法を主に直接法も含まれている。
内臓マニピュレーション
フランスのジャン ピエール バラル、MRO (F)が始めた手法。内臓には呼吸に伴う動きと自発的な動きがあるが、それらを調整することにより内臓を円滑に機能させるとする。
誇張法
斉藤巳乗MRO(J)が創始した手法できわめて弱い力で機能障害を誇張し改善させることを目指す。時には、特に四肢においては直接法的にも行う。
クラシカルオステオパシー
アメリカにおいては、オステオパシーの歴史の中でさまざまな手法が開発されていったのに対し、イギリスでは、スティルに学んだリトルジョンが持ち帰った古典的な手法を今に伝えている。また、原則に従いながら様々な研究も行われより効果的なものが伝えられている。スティルは徹底して解剖学を重視し、リトルジョンは生理学的な考えのもとでの治療も必要であることを主張した。イギリスで行われるオステオパシーの手法を、古典的手法を現代に伝えたものとして、、一般的にクラシカルオステオパシーと呼ぶ。スティルによって提唱された四大原則（1.身体には自己治癒力と自己調節の機能が備わっている 2.構造（解剖学）と機能（生理学）は相互に関係がある 3.身体は肉体、精神（魂）が全体として働くひとつのユニットである 4、これらに基づいて合理的な治療を行う）を忠実に遵守し、オステオパシー本来の源流を汲むものである。
FDM(Fascial Distortion Model)
1991年にスティーブン・ティパルドスが創始した手技療法。FDM（ファッシャルディストーションモデル、旧オーソパシックメディスン）とは、“筋膜歪曲様式”と訳すことが出来る。急性損傷や慢性疾患を、人体を構成する組織に生じた変化と捉え、それを手技による矯正技術により直接的に元の状態に戻すとする。FDMでは、損傷は人体組織に発生する6種類の変化のうち、1つ、あるいは複数の組み合わせから構成されると定義されている。
※ここで言う“組織”とは、腱、靭帯、筋支帯、筋膜バンド、癒着、そして周囲を取り囲む他の組織、骨、神経、器官などを構成する、人体の主要な結合組織を意味している。

## 医療・医業等との関連
アメリカではオステオパシー医（Doctor of Osteopathic Medicine、D.O.)と呼ばれるオステオパシーの職業学位（First professional degree）がある。D.O.は現代医学の医師(M.D.)と同様に正規の医師であり、全州で「医師免許」を認可されており、M.D.と同等に「診断・外科手術・処方・投薬」等の診療が認められている。オステオパシー医学を学ぶ医学校も大学院レベルに設置されており、通常は4年制である。
日本では、整体やカイロプラクティック同様正規の資格はなく、医業類似行為になる。

## 法律上の問題
上記にもあるが日本では法制化されていない為、法に定められる以外の民間療法行為となる。国家免許資格である医師、「あん摩」、「マッサージ」、「指圧」を施術するあん摩マッサージ指圧師と異なり、最低限の医学知識は担保されていない。

### 医業類似行為
1960年の最高裁判決で、医業類似行為業、すなわち「手技、温熱、電気、光線、刺激等の療術行為」について、禁止処罰の対象となるのは、人の健康に害を及ぼす恐れのある業務に限局されると判示し、実際に禁止処罰を行うには、単に業として人に施術を行ったという事実を認定するだけでなく、その施術が人の健康に害を及ぼす恐れがあることの認定が必要であるとしている。
また、当該医業類似行為の施術が医学的観点から少しでも人体に危害を及ぼすおそれがあれば、人の健康に害を及ぼす恐れがあるものとして禁止処罰の対象となるものと解される事とした。